# Ophiopsila multipapillata
Ophiopsila multipapillata is een slangster uit de familie Ophiocomidae.
De wetenschappelijke naam van de soort werd in 1978 gepubliceerd door Alain Guille & Michel Jangoux.